# Jasmin Strachan
Jasmin Lanaran Strachan (Tondó, 20 de agosto de 1978) es una deportista filipina que compitió en taekwondo. Ganó dos medallas de bronce en el Campeonato Asiático de Taekwondo en los años 1998 y 2000.

## Palmarés internacional
| Campeonato Asiático | Campeonato Asiático          | Campeonato Asiático | Campeonato Asiático |
| Año                 | Lugar                        | Medalla             | Categoría           |
| ------------------- | ---------------------------- | ------------------- | ------------------- |
| 1998                | Ciudad Ho Chi Minh (Vietnam) | Medalla de bronce   | –65 kg              |
| 2000                | Hong Kong (China)            | Medalla de bronce   | –59 kg              |